# Conferência de Solvay
As Conferências da Solvay (também chamadas de Congressos da Solvay) são uma série de conferências científicas celebradas desde 1911. No começo do século XX, estas conferências reuniam os mais consagrados cientistas da época, e proporcionaram avanços fundamentais para a Física Quântica. Foram realizadas no Instituto Internacional da Solvay de Física e Química, localizado em Bruxelas, fundado pelo químico industrial belga Ernest Solvay. Depois do êxito inicial da primeira conferência, passaram a ser dedicadas à resolução de diversas questões, tanto na física como na química. Estas conferências são realizadas de três em três anos.

## Conferências
| Conferência | Ano  | Tema | Presidência                        |
| ----------- | ---- | --- | ---------------------------------- |
| 1ª          | 1911 | La théorie du rayonnement et les quanta (Teoria da radiação e dos quanta)                                                                           | Hendrik Antoon Lorentz (Leiden)    |
| 2ª          | 1913 | La structure de la matière (A estrutura da matéria)                                                                                                 | Hendrik Antoon Lorentz (Leiden)    |
| 3ª          | 1921 | Atomes et électrons (Átomos e elétrons) | Hendrik Antoon Lorentz (Leiden)    |
| 4ª          | 1924 | Conductibilité électrique des métaux et problèmes connexes (Condutividade elétrica dos metais e problemas correlatos)                               | Hendrik Antoon Lorentz (Leiden)    |
| 5ª          | 1927 | Electrons et photons (Elétrons e fótons) | Hendrik Antoon Lorentz (Leiden)    |
| 6ª          | 1930 | Le magnétisme (O magnetismo) | Paul Langevin (Paris)              |
| 7ª          | 1933 | Structure et propriétés des noyaux atomiques (Estrutura e propriedades do núcleo atômico)                                                           | Paul Langevin (Paris)              |
| 8ª          | 1948 | Les particules élémentaires (As partículas elementares)                                                                                             | William Lawrence Bragg (Cambridge) |
| 9ª          | 1951 | L'état solide (O estado sólido) | William Lawrence Bragg (Cambridge) |
| 10ª         | 1954 | Les électrons dans les métaux (Os elétrons nos metais)                                                                                              | William Lawrence Bragg (Cambridge) |
| 11ª         | 1958 | La structure et l'évolution de l'univers (Estrutura e evolução do universo)                                                                         | William Lawrence Bragg (Cambridge) |
| 12ª         | 1961 | La théorie quantique des champs (A teoria quântica de campos)                                                                                       | William Lawrence Bragg (Cambridge) |
| 13ª         | 1964 | The Structure and Evolution of Galaxies (Estrutura e evolução das galáxias)                                                                         | Robert Oppenheimer (Princeton)     |
| 14ª         | 1967 | Fundamental Problems in Elementary Particle Physics (Problemas fundamentais da física das partículas elementares)                                   | Christian Møller (Copenhague)      |
| 15ª         | 1970 | Symmetry Properties of Nuclei (Propriedades de simetria do núcleo atômico)                                                                          | Edoardo Amaldi (Roma)              |
| 16ª         | 1973 | Astrophysics and Gravitation (Astrofísica e gravitação)                                                                                             | Edoardo Amaldi (Roma)              |
| 17ª         | 1978 | Order and Fluctuations in Equilibrium and Nonequilibrium Statistical Mechanics (Ordem e flutuações na termodinâmica de equilíbrio e não equilíbrio) | Léon Van Hove (CERN)               |
| 18ª         | 1982 | Higher Energy Physics (Física de altas energias) | Léon Van Hove (CERN)               |
| 19ª         | 1987 | Surface Science (Ciência da superfície) | Frederik W. de Wette (Austin)      |
| 20ª         | 1991 | Quantum Optics (Óptica quântica) | Paul Mandel (Bruxelas)             |
| 21ª         | 1998 | Dynamical Systems and Irreversibility (Sistemas dinâmicos e irreversibilidade)                                                                      | Ioannis Antoniou (Bruxelas)        |
| 22ª         | 2001 | The Physics of Communication (Física da comunicação)                                                                                                | Ioannis Antoniou (Bruxelas)        |
| 23ª         | 2005 | The Quantum Structure of Space and Time (A estrutura quântica do espaço e do tempo)                                                                 | David Gross (Santa Bárbara)        |
| 24ª         | 2008 | Quantum Theory of Condensed Matter (Teoria quântica da matéria condensada)                                                                          | Bertrand Halperin (Harvard)        |
| 25ª         | 2011 | The theory of the quantum world (A teoria do mundo quântico)                                                                                        | David Gross                        |
| 26ª         | 2014 | Astrophysics and Cosmology (Astrofísica e Cosmologia)                                                                                               | Roger Blandford (Stanford)         |
| 27ª         | 2017 | The physics of living matter: space, time and information in biology A física da matéria viva: espaço, tempo e informação na biologia               | Boris Shraiman (Santa Barbara)     |

### Primeira conferência - 1911: Teoria da radiação e dos quanta
A primeira conferência foi realizada em Bruxelas, de 30 de outubro a 3 de novembro de 1911. O presidente da conferência foi Hendrik Antoon Lorentz e o tema principal foi A Teoria da Radiação e os quanta. A saudação de boas-vindas aos presentes foi feita pelo anfitrião Ernest Solvay.
Esta conferência considerou os problemas na física teórica e na física quântica. Albert Einstein foi o físico mais jovem entre os presentes. Outros membros de especial destaque dessa conferência foram Marie Curie e Henri Poincaré.

#### Cientistas presentes

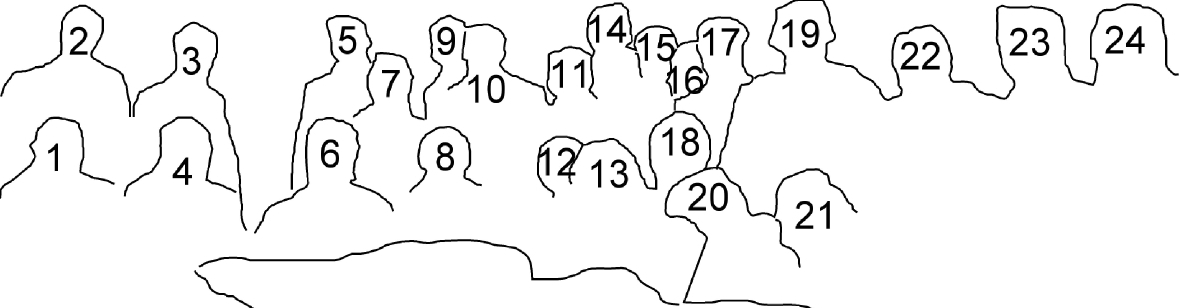
Participantes da conferência de 1911

1. Walther Nernst
2. Robert Goldschmidt
3. Max Planck
4. Marcel Brillouin
5. Heinrich Rubens
6. Ernest Solvay
7. Arnold Sommerfeld
8. Hendrik Lorentz (presidente)
9. Frederick Lindemann
10. Maurice de Broglie
11. Martin Knudsen
12. Emil Warburg
13. Jean Baptiste Perrin
14. Friedrich Hasenöhrl
15. Georges Hostelet
16. Edouard Herzen
17. James Hopwood Jeans
18. Wilhelm Wien
19. Ernest Rutherford
20. Marie Curie
21. Henri Poincaré
22. Heike Kamerlingh Onnes
23. Albert Einstein
24. Paul Langevin

### Segunda conferência - 1913: A estrutura da matéria

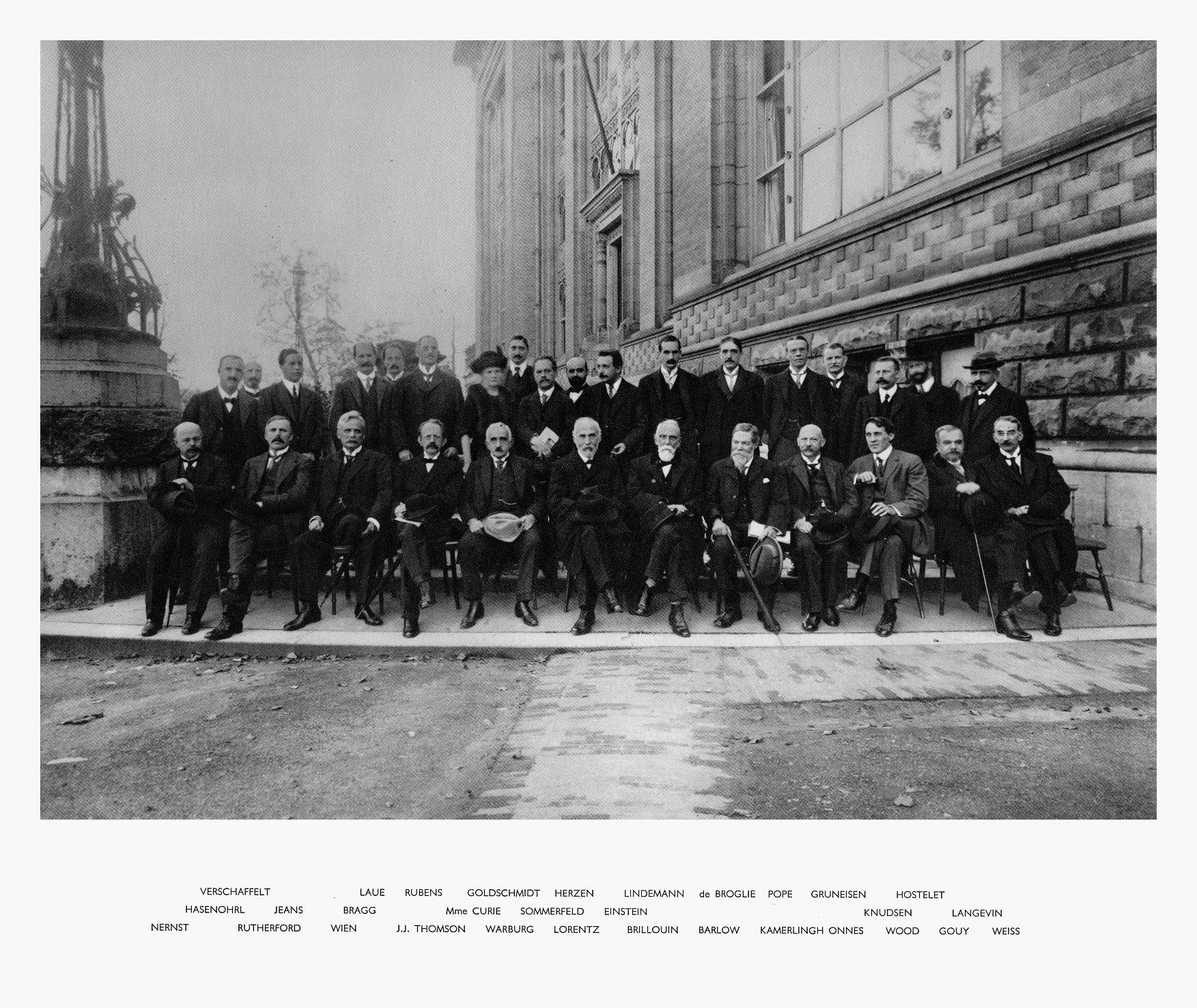
Segunda conferência (1913)

A segunda conferência foi celebrada em 1913, e tinha por tema principal: "A Estrutura da Matéria".
De pé, da esquerda para a direita: Jules-Émile Verschaffelt, Max von Laue, Heinrich Rubens, Robert Goldschmidt, Edouard Herzen, Frederick Lindemann, Maurice de Broglie, William Jackson Pope, Eduard Grüneisen, Georges Hostelet.
Sentados na primeira fila, da esquerda para a direita: Friedrich Hasenöhrl, James Hopwood Jeans, William Lawrence Bragg, Marie Curie, Arnold Sommerfeld, Albert Einstein, Martin Knudsen, Paul Langevin.
Sentados na segunda fila, da esquerda para a direita: Walther Nernst, Ernest Rutherford, Wilhelm Wien, Joseph John Thomson, Emil Warburg, Hendrik Antoon Lorentz (presidente), Marcel Brillouin, William Barlow, Heike Kamerlingh Onnes, Robert Williams Wood, Louis Georges Gouy, Pierre-Ernest Weiss.

### Terceira conferência - 1921:Átomoseelétrons

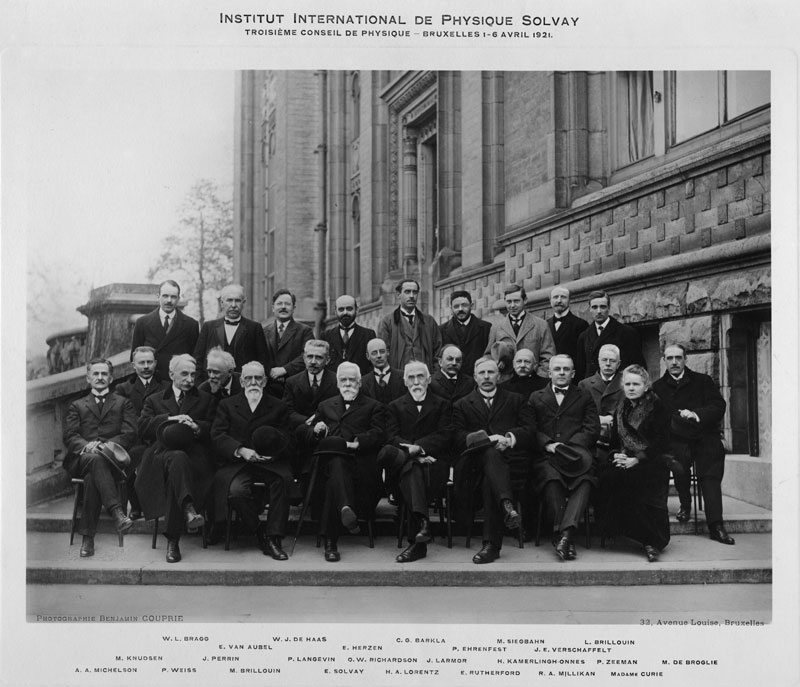
Terceira conferência (1921)

Nesta conferência em 1921, nenhum cientista alemão foi convidado, porque o fim da Primeira Guerra Mundial tinha sido muito recente. Assim os cientistas alemães foram prejudicados, no entanto, a ausência dos físicos alemães diminuiram consideravelmente a qualidade da conferência, pois somente em universidades alemãs houve um progresso significatico na física moderna (teoria quântica, teoria da relatividade). O tema da conferência foi: "Átomos e Elétrons".
De pé, da esquerda para a direita: William Lawrence Bragg, Edmond van Aubel, Wander Johannes de Haas, Edouard Herzen, Charles Glover Barkla, Paul Ehrenfest, Karl Siegbahn, Jules-Émile Verschaffelt, Léon Brillouin.
Sentados, da esquerda para a direita: Albert Abraham Michelson, Martin Knudsen, Pierre-Ernest Weiss, Jean Baptiste Perrin, Marcel Brillouin, Paul Langevin, Ernest Solvay, Owen Willans Richardson, Hendrik Antoon Lorentz (presidente), Joseph Larmor, Ernest Rutherford, Heike Kamerlingh Onnes, Robert Andrews Millikan, Pieter Zeeman, Marie Curie, Maurice de Broglie.

### Quarta conferência - 1924: Condutibilidade elétrica dos metais e problemas correlatos

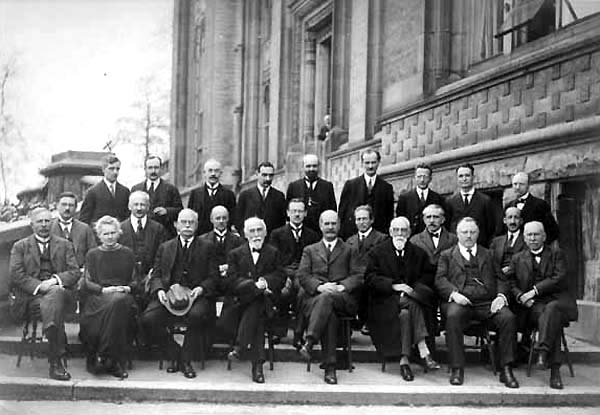
Quarta conferência (1924)

Os participantes da conferência de 1924 foram:

Primeira fila, da esquerda para a direita, Ernest Rutherford, Marie Curie, Edwin Herbert Hall, Hendrik Antoon Lorentz (presidente), William Henry Bragg, Marcel Brillouin, Willem Hendrik Keesom, Edmond van Aubel;

Segunda fila, da esquerda para a direita, Peter Debye, Abram Ioffe, Owen Willans Richardson, Witold Broniewski, Walter Rosenhain, Paul Langevin, George de Hevesy;

Acima, da esquerda para a direita, Léon Brillouin, Émile Henriot, Théophile de Donder, Edmond Bauer, Edouard Herzen, Auguste Piccard, Erwin Schrödinger, Percy Williams Bridgman, Jules-Émile Verschaffelt.

### Quinta conferência - 1927: Elétrons efótons
Nesta que foi talvez a mais famosa conferência, em 1927, sobre elétrons e fótons, a recém formulada teoria quântica foi discutida com as personalidades dominantes Albert Einstein e Niels Bohr (debate Einstein-Bohr). 17 dos 29 participantes possuiam ou receberiam o Prêmio Nobel.

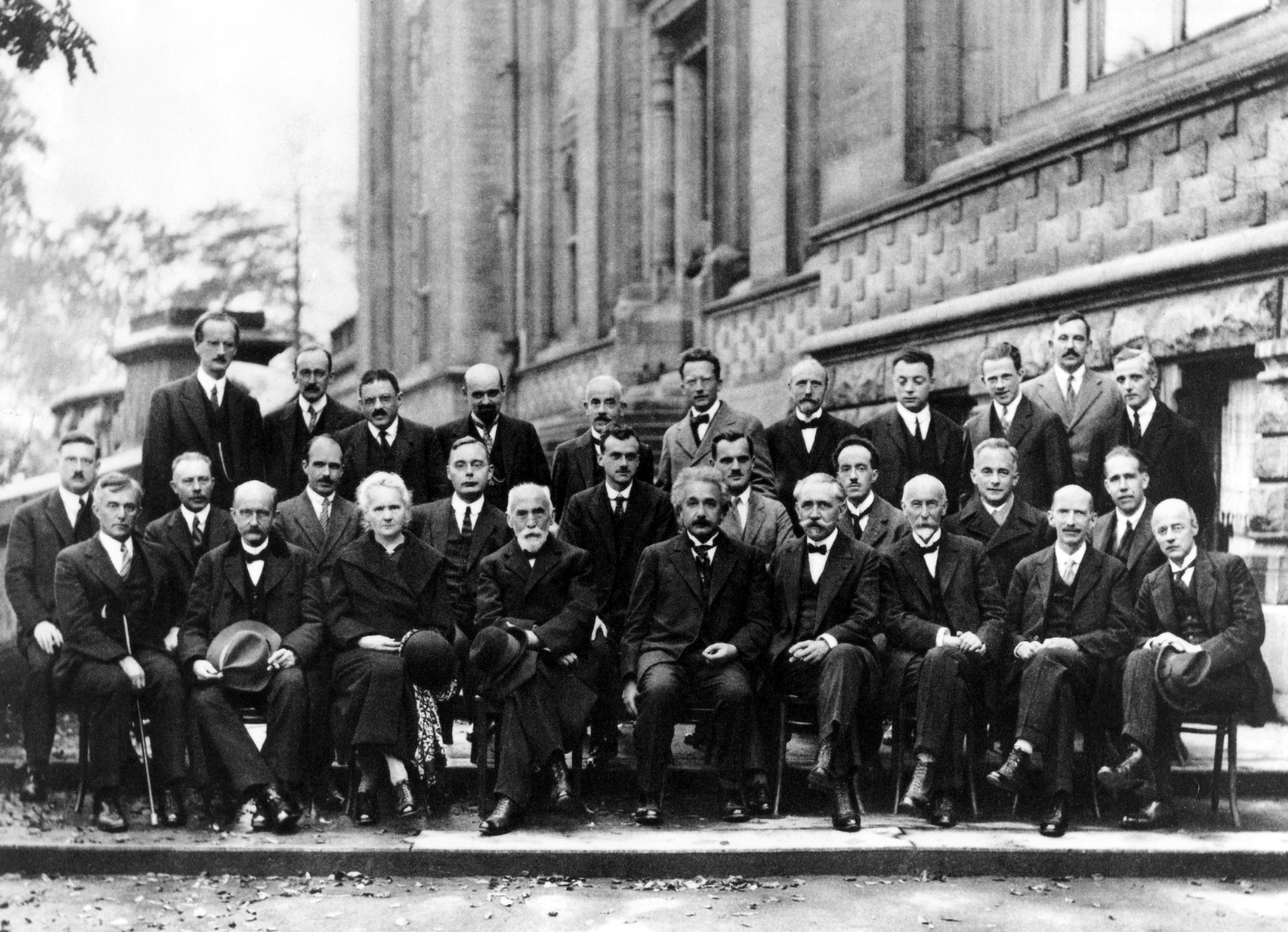
Quinta conferência (1927)

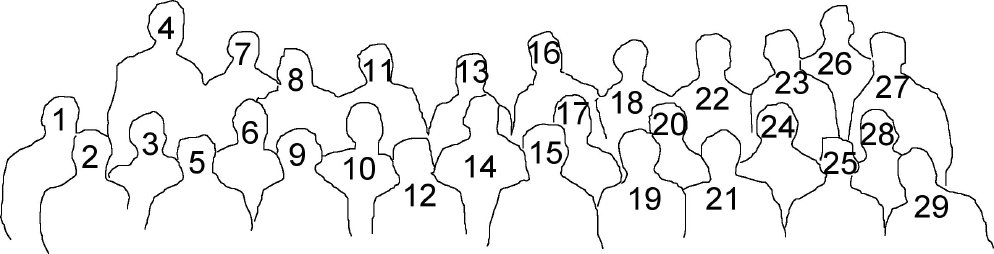
Identificação dos participantes

Os participantes da conferência foram:
1. Peter Debye
2. Irving Langmuir
3. Martin Knudsen
4. Auguste Piccard
5. Max Planck
6. William Lawrence Bragg
7. Émile Henriot
8. Paul Ehrenfest
9. Marie Curie
10. Hendrik Anthony Kramers
11. Edouard Herzen
12. Hendrik Antoon Lorentz (presidente)
13. Théophile de Donder
14. Paul Dirac
15. Albert Einstein
16. Erwin Schrödinger
17. Arthur Holly Compton
18. Jules-Émile Verschaffelt
19. Paul Langevin
20. Louis-Victor de Broglie
21. Charles-Eugène Guye
22. Wolfgang Pauli
23. Werner Heisenberg
24. Max Born
25. Charles Thomson Rees Wilson
26. Ralph Howard Fowler
27. Léon Brillouin
28. Niels Bohr
29. Owen Willans Richardson
30. William Henry Bragg (ausente na foto)
31. Henri-Alexandre Deslandres (ausente na foto)
32. Edmond van Aubel (ausente na foto)

### Sexta conferência - 1930: Omagnetismo

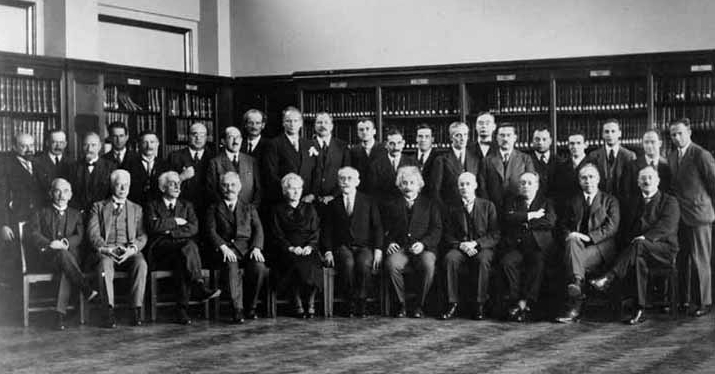
Sexta conferência (1930)

De pé, da esquerda para a direita: Edouard Herzen, Émile Henriot, Jules-Émile Verschaffelt, Charles Manneback, Aimé Cotton, Jacques Errera, Otto Stern, Auguste Piccard, Walther Gerlach, Charles Galton Darwin, Paul Dirac, Edmond Bauer, Pyotr Leonidovich Kapitsa, Léon Brillouin, Hendrik Anthony Kramers, Peter Debye, Wolfgang Pauli, Jakow Dorfman, John Hasbrouck Van Vleck, Enrico Fermi, Werner Heisenberg.
Sentados, da esquerda para a direita: Théophile de Donder, Pieter Zeeman, Pierre-Ernest Weiss, Arnold Sommerfeld, Marie Curie, Paul Langevin (presidente), Albert Einstein, Owen Willans Richardson, Blas Cabrera Felipe, Niels Bohr, Wander Johannes de Haas.

### Sétima conferência - 1933: Estrutura e propriedades donúcleoatômico

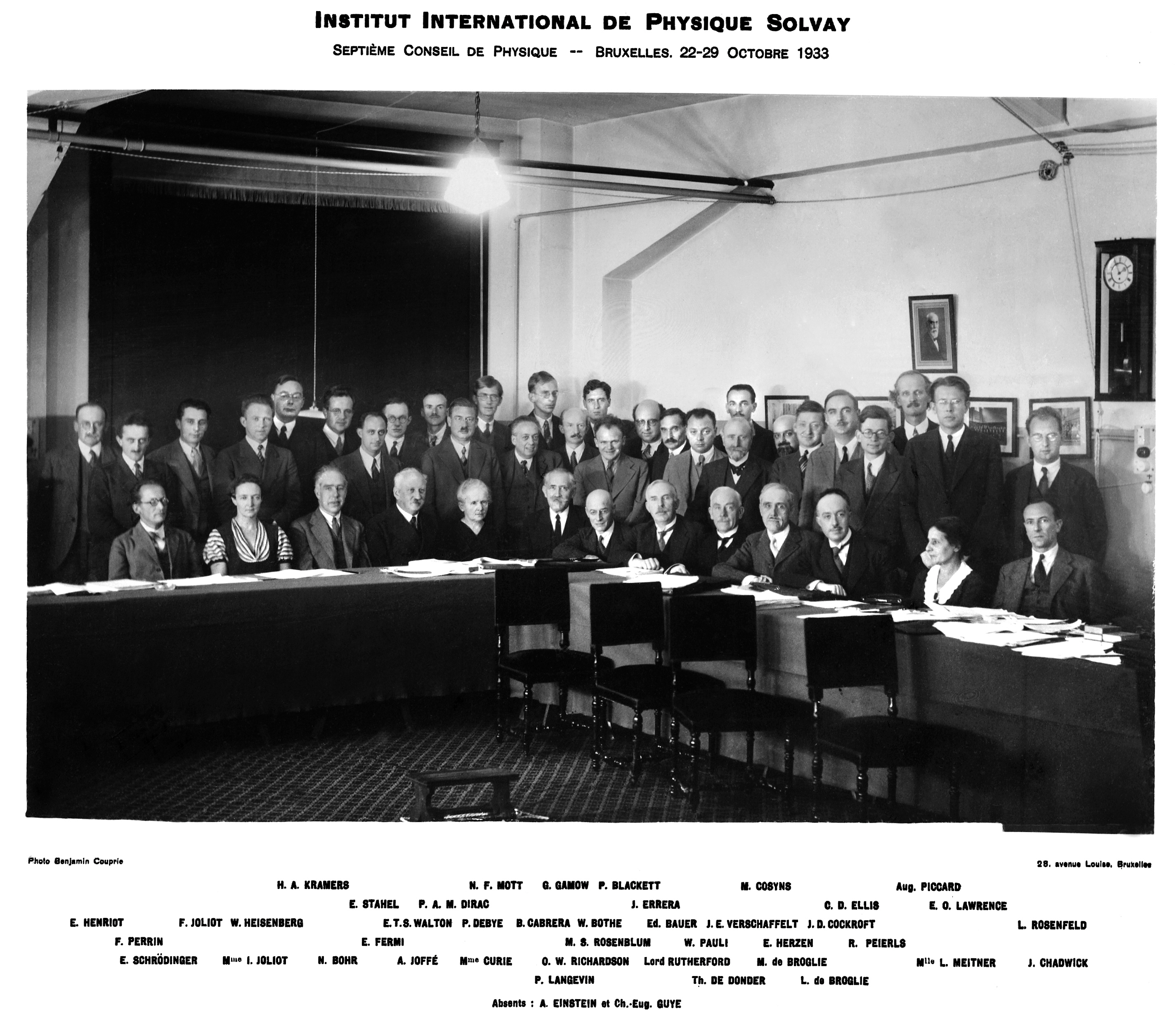
Sétima conferência (1933)

Sentados, da esquerda para a direita: Erwin Schrödinger, Irene Joliot-Curie, Niels Bohr, Abram Ioffe, Marie Curie, Paul Langevin (presidente), Owen Willans Richardson, Ernest Rutherford, Théophile de Donder, Maurice de Broglie, Louis de Broglie, Lise Meitner, James Chadwick.
Em pé, da esquerda para a direita: Émile Henriot, Jean Baptiste Perrin, Frédéric Joliot-Curie, Werner Heisenberg, Hendrik Anthony Kramers, Ernst Stahel, Enrico Fermi, Ernest Walton, Paul Dirac, Peter Debye, Nevill Francis Mott, Blas Cabrera Felipe, George Gamow, Walther Bothe, Patrick Maynard Stuart Blackett, M.S. Rosenblum, Jacques Errera, Edmond Bauer, Wolfgang Pauli, Jules-Émile Verschaffelt, Max Cosyns, Edouard Herzen, John Cockcroft, Charles Drummond Ellis, Rudolf Peierls, Auguste Piccard, Ernest Orlando Lawrence, Léon Rosenfeld.
Ausentes: Albert Einstein e Charles-Eugène Guye.

### Oitava conferência - 1948: As partículas elementares

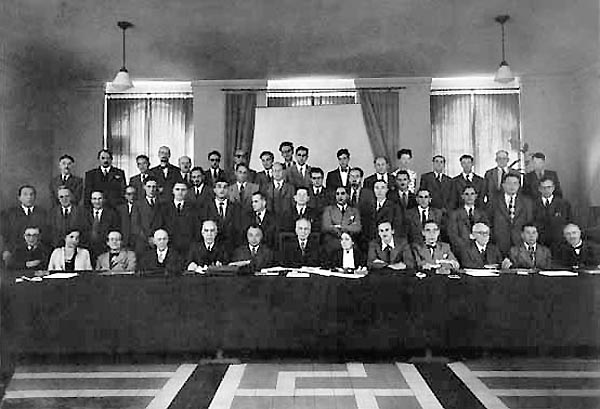
Oitava conferência (1948)

Sentados, da esquerda para a direita: John Cockcroft, Marie-Antoinette Tonnelat, Erwin Schrödinger, Owen Willans Richardson, Niels Bohr, Wolfgang Pauli, William Lawrence Bragg (presidente), Lise Meitner, Paul Dirac, Hendrik Anthony Kramers, Théophile de Donder, Walter Heitler, Jules-Émile Verschaffelt;
Segunda fila: Paul Scherrer, Ernst Stahel, Oskar Klein, Patrick Maynard Stuart Blackett, Philip Dee, Felix Bloch, Otto Robert Frisch, Rudolf Peierls, Homi Jehangir Bhabha, Robert Oppenheimer, Giuseppe Occhialini, Cecil Frank Powell, Hendrik Casimir, Marc de Hemptinne;
Terceira fila: Paul Kipfer, Pierre Victor Auger, Francis Henri Jean Siegfried Perrin, Robert Serber, Léon Rosenfeld, Bruno Ferretti, Christian Møller, Louis Leprince-Ringuet;
Quarta fila: G. Balasse, L. Flamache, L. Groven, O. Goche, M. Demeur, J. Ferrera, Van Isacker, Léon Van Hove, Edward Teller, Robert Goldschmidt, Ladislaus Laszlo Marton, Constance Charlotte Dilworth, Ilya Prigogine, Jules Geheniau, Émile Henriot, M. Vanstyvendael.

### Nona conferência - 1951: O estado sólido

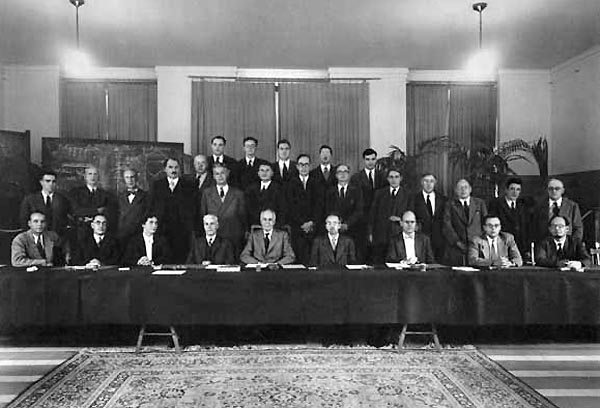
Nona conferência (1951)

- Sentados, da esquerda para a direita: Crussaro, Norman Percy Allen, Yvette Cauchois, Borelius, William Lawrence Bragg (presidente), Christian Møller, Sietz, John Herbert Hollomon, Frank
- Segunda fila: Gerhart Rathenau, Koster, Erik Rudberg, Flamache, Goche, Groven, Egon Orowan, Wilhelm Gerard Burgers, William Bradford Shockley, André Guinier, C. S. Smith, Ulrich Dehlinger, Laval, Émile Henriot
- Terceira fila: Gaspart, Lomer, Alan Cottrell, Georges Homes, Hubert Curien.

### Décima conferência - 1954: Os elétrons nos metais

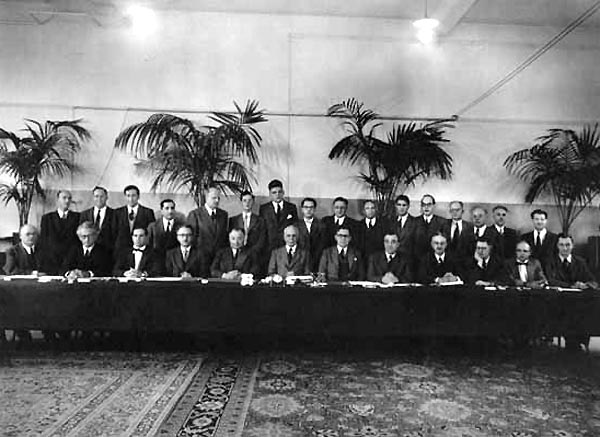
Décima conferência (1954)

Os participantes da décima conferência foram: Kurt Mendelssohn, Herbert Fröhlich, David Pines, Christian Møller, Wolfgang Pauli, William Lawrence Bragg (presidente), Nevill Francis Mott, Louis Eugène Félix Néel, Karl Wilhelm Meissner, MacDonald, Clifford Glenwood Shull, Charles Friedel, Cornelis Jacobus Gorter, Charles Kittel, Bernd Matthias, Ilya Prigogine, Lars Onsager, Brian Pippard, Smit, Fausto Gherardo Fumi, Jones, John Hasbrouck Van Vleck, Per-Olov Löwdin, Raymond John Seeger, Paul Kipfer, O. Goche, G. Balasse, Jules Geheniau.

### Décima-primeira conferência - 1958: Estrutura e evolução douniverso
Os participantes da décima-primeira conferência, realizada em 1958, foram:
Sentados, da esquerda para a direita: William McCrea, Jan Hendrik Oort, Georges Lemaître, Gorter, Wolfgang Pauli, William Lawrence Bragg (presidente), Robert Oppenheimer, Moller, Harlow Shapley, Otto Heckmann;
Acima, da esquerda para a direita: Oskar Klein, William Wilson Morgan, Fred Hoyle, Kukaskin, Viktor Hambardsumjan, Hendrik Christoffel van de Hulst, Fierz, Allan Rex Sandage, Walter Baade, Schatzman, John Archibald Wheeler, Hermann Bondi, Thomas Gold, Herman Zanstra, Léon Rosenfeld, Ledoux, Bernard Lovell, Jules Geheniau.

### Décima-segunda conferência - 1961: A teoria quântica dos campos
Os participantes da décima-segunda conferência, realizada em 1961, foram: William Lawrence Bragg (presidente)

### Décima-terceira conferência - 1964: Estrutura e evolução dasgaláxias
Os participantes da décima-terceira conferência, realizada em 1964, foram: Robert Oppenheimer (presidente)

### Décima-quarta conferência - 1967: Problemas fundamentais da física das partículas elementares
Os participantes da décima-quarta conferência, realizada em 1967, foram: Christian Møller (presidente)

### Décima-quinta conferência - 1970: Propriedades de simetria do núcleo atômico
Os participantes da décima-quinta conferência, realizada em 1970, foram: Edoardo Amaldi (presidente)

### Décima-sexta conferência - 1973:Astrofísicaegravitação
Os participantes da décima-sexta conferência, realizada em 1973, foram: Edoardo Amaldi (presidente)

### Décima-sétima conferência - 1978: Ordem e flutuações natermodinâmicade equilíbrio e não equilíbrio
Os participantes da décima-sétima conferência, realizada em 1978, foram: Léon Van Hove (presidente)

### Décima-oitava conferência - 1982: Física de altas energias
Os participantes da décima-oitava conferência, realizada em 1982, foram: Léon Van Hove (presidente)

### Décima-nona conferência - 1987: Ciência da superfície
Os participantes da décima-nona conferência, realizada em 1987, foram: Frederik W. de Wette (presidente)

### Vigésima conferência - 1991: Óptica quântica
Os participantes da vigésima conferência, realizada em 1991, foram: Paul Mandel (presidente)

### Vigésima-primeira conferência - 1998: Sistemas dinâmicos e irreversibilidade
Os participantes da vigésima-primeira conferência, realizada em 1998, foram: Ioannis Antoniou (presidente)

### Vigésima-segunda conferência - 2001: Física da comunicação
Os participantes da vigésima-segunda conferência, realizada em 2001, foram: Ioannis Antoniou (presidente)

### Vigésima-terceira conferência - 2005: A estrutura quântica do espaço e do tempo
Os participantes da vigésima-terceira conferência foram: Nima Arkani-Hamed, Abhay Vasant Ashtekar, Michael Atiyah, Constantin Bachas, Tom Banks, Lars Brink, Robert Brout, Claudio Bunster, Curtis Callan, Thibault Damour, Jan de Boer, Bernard de Wit, Robbert Dijkgraaf, Michael R. Douglas, Georgi Dvali, François Englert, Ludwig Faddejew, Pierre Fayet, Willy Fischler, Peter Galison, Murray Gell-Mann, Gary Gibbons, Michael Green, Brian Greene, David Gross (presidente), Alan Guth, Jeffrey Harvey, Gary Horowitz, Bernard Julia, Shamit Kachru, Renata Kallosch, Elias Kiritisis, Igor Klebanov, Andrei Linde, Dieter Lüst, Juan Maldacena, Nikita Nekrasov, Hermann Nicolai, Hirosi Ooguri, Joseph Polchinski, Alexander Poljakow, Eliezer Rabinovici, Pierre Ramond, Lisa Randall, Waleri Rubakow, John Schwarz, Nathan Seiberg, Ashoke Sen, Stephen Shenker, Eva Silverstein, Paul Steinhardt, Andrew Strominger, Gerardus 't Hooft, Neil Turok, Gabriele Veneziano, Steven Weinberg, Frank Wilczek, Paul Windey, Shing-Tung Yau.

### Vigésima-quarta conferência - 2008: Teoria quântica da matéria condensada
Os participantes da vigésima-quarta conferência foram: Ian Affleck, Igor Aleiner, Boris Altshuler, Philip W. Anderson, Natan Andrei, Tito Arecchi, Assa Auerbach, Leon Balents, Carlo Beenakker, Immanuel Bloch, John Chalker, Juan Ignacio Cirac Sasturain, Marvin Cohen, Leticia F. Cugliandolo, Sankar Das Sarma, J. C. Davis, Eugene Demler, James Eisenstein, M.P.A. Fisher, Michael Freedman, Antoine Georges, S. M. Girvin, Leonid Glazman, David Gross, F. Duncan M. Haldane, Bertrand Halperin (presidente), Cathy Kallin, B. Keimer, Wolfgang Ketterle, Alexei Kitaev, Steven A. Kivelson, Klaus von Klitzing, Leo P. Kouwenhoven, Robert Betts Laughlin, Patrick A. Lee, Daniel Loss, A. H. MacDonald, Alexander Mirlin, Naoto Nagaosa, N. P. Ong, Giorgio Parisi, Pierre Ramond, Nicholas Read, T. M. Rice, Subir Sachdev, T. Senthil, Zhi-Xun Shen, Efrat Shimshoni, Ady Stern, Matthias Troyer, Chandra Varma, Xiao-Gong Wen, Steven R. White, Frank Wilczek, Peter Zoller.